# 王行恭
王行恭（1947年11月30日—）是臺灣設計師、設計教育家。出生於遼寧瀋陽，吉林大安人，1949年隨雙親移居臺灣，1970年國立臺灣藝專美術工藝科畢業。專研工藝、骨瓷、設計等，並熱衷編輯出版，1974年成為「變形蟲設計協會」會員之一。1979至1993年間獲最佳廣告獎、廣告金牌獎、產品包裝設計獎、美術設計金鼎獎、書籍裝幀類金獎等。曾獲邀擔任全國美展、全省美展、高市美展、臺北市立美術館「台北獎」、外貿協會國際設計「臺灣包裝之星」、香港博物館首屆亞太海報展、第二屆華人設計大賽（深圳）、Design for Asia獎（香港）、「中國最美的書」等競賽評審委員；並連續10屆受聘擔任金蝶獎評審總召集人。
1975至1978年留學至西班牙、美國。1975至1977年間，於西班牙馬德里國立高等藝術學院繪畫研究所時期，受畢卡索、達利等二十世紀藝術大師的作品薰陶，並以攝影記錄當地老房子及古建築。1977年後，赴美國紐約普拉特學院（Pratt Institute）視覺傳播設計系就讀進修，受二次戰後美國的代表性設計師之一狄赫洛克（Rudolph Harak）教學啟發，學習包括CI、VI整體系統設計、海報、書刊、唱片封面等商業設計應用及設計實務、廣告行銷等；及參與並推動設計文化產業，影響王行恭返臺後的設計創作。
返台後，進入「臺北房屋公司」擔任企劃部經理，並將設計重心由廣告業拓展至出版、室內設計等行業，1981年與凌明聲、廖哲夫、胡澤民、蘇宗雄、霍榮齡、張正成、黃金德、陳偉彬、陳耀程、 王明嘉、劉開等資深設計師共同成立「臺北設計家聯誼會」。1987年起王行恭開始投入教育工作，曾任東海大學美術系、國立臺南藝術大學音像動畫研究所、:64臺灣科技大學工商業設計系、國立臺灣師範大學設計學系等；任教臺南藝術大學期間，提出設計師應該讀詩、寫詩，並鼓勵設計師從詩的畫面聯想與創作。
1992 年與好友馬以工共同出資出版裝幀設計《中國人的生命禮俗》，內容靈感來自於日本人調查臺灣生活紀錄的田野資料，及日文雜誌出現「歲時」漢字；將臺灣本地的「歲時」文化整理、出版，這也是臺灣第一本使用電腦組版的書。此外自費編撰及印製一套兩部「日據時期臺灣美術檔案」（《臺展府展臺灣畫家東洋畫圖錄》與《臺展府展臺灣畫家西洋畫圖錄》），為臺灣美術發展留下重要史料。另編輯出版有《故宮文物》、《中國人傳統歲時》、《清代玉雕之美》、《苗族服飾圖誌—黔東南》、《臺灣美術》、《博物館簡訊》等。